# Amazontrogon
Amazontrogon (Trogon ramonianus) är en fågel i familjen trogoner inom ordningen trogonfåglar.. 

## Utseende och läte
Amazontrogonen är en liten gulbukig trogon. Hanen är grön med blått på huvud och bröst och runt ögat en gul ögonring. Honan är mörkgrå med bruten vit ögonring. Liknande hona grönryggig trogon har mindre tydlig ögonring, bredare vitt på undersidan av stjärtfjädrarna samt avsaknad av vitt bröstband som skiljer det gula på undersidan från grått huvud. Sången består av en jämn serie med ljusa "whew", ofta vagt tvåstavigt. Den är ljusare och mindre andfådd.

## Utbredning och systematik
Amazontrogon delas upp i två underarter med följande utbredning.
- Trogon ramonianus ramonianus – förekommer i sydvästra Amazonområdet
- Trogon ramonianus crissalis – förekommer i norra Amazonområdet, södra Venezuela och sydöstra amazonska Brasilien

Tidigare betraktades den som underart till T. violaceus.

## Levnadssätt
Amazontrogonen hittas i olika typer av skogsmiljöer, dock oftast rätt ovanligt förekommande. Arten är vanligast i högväxt regnskog på lite torrare mark.

## Status
IUCN erkänner den inte som art, varför den inte placeras i någon hotkategori.